# 小行星26340
小行星26340（26340 Evamarková）是一颗绕太阳运转的小行星，为主小行星带小行星。该小行星于1998年12月13日发现。

## 轨道参数
小行星26340的轨道半长轴为2.3645498 UA，离心率为0.194。